# Citypark Ljubljana
Citypark Ljubljana je nakupovalno središče v Ljubljani, ki leži ob Blagovno trgovskem centru. Odprt je bil 21. februarja 2002, z 39 lokali na 25.000 m2 površin. Zasnoval ga je arhitekt Hans H. Brunner.
Predstavlja širitev Centra Interspar, ki so ga odprli 16. avgusta 1993 na 18.000 m2 površine, s 16 lokali.
Citypark Ljubljana ima zdaj 125 trgovin na površini 53.000 m2.  Večkrat se je širil. izdaja svojo brezplačno revijo Metropolist.

## Upravljanje
Je del mreže evropskih nakupovalnih središč SPAR European Shopping Centers. Z njim upravlja podjetje Euromarkt center d.o.o. (Internationale Immobilien Investitionsgesellschaft mbH, Salzburg), prej pa je Citypark d.o.o., hčerinska družba podjetja Spar Slovenija d. o. o..

## Gradnja
Zgradili so ga v 13 mesecih. Investitorji so bili BTC, Mercator in avstrijsko podjetje Aspiag (del avstrijskega Spara za zunanje dejavnosti), ki so ustanovili mešano slovensko avstrijsko družbo BTC Shopping Center (Blagovno transportni center). Naložba je stala 158 milijonov avstrijskih šilingov ali več kot milijardo in pol tolarjev. Pri gradnji in oblikovanju ponudbe so se zgledovali po verigi Intersparovih nakupovalnih središč v Avstriji.

## Širitve
- 4. september 2002 – 37.500 m2 in 64 lokalov[1]
- 19. oktober 2004 – 42.500 m2 in 78 lokalov ter nova parkirna hiša[1]
- avgust 2007 – 46.200 m2 in 106 lokalov[4]
- november 2009 – 53.000 m2 in 125 lokalov[4]
- november 2015 – širitev in prenova Intersparja[4]